# فرد توماس (لاعب كرة قاعدة)
فرد توماس (بالإنجليزية: Fred Thomas) هو لاعب كرة قاعدة أمريكي، ولد في 19 ديسمبر 1892 في ميلواكي في الولايات المتحدة، وتوفي في 15 يناير 1986 في رايز ليك في الولايات المتحدة.

## وصلات خارجية
- فرد توماس على موقعبيزبول رفرنس.كوم (الدوري الرئيسي) (الإنجليزية)